# Masi Torello

Masi Torello (Màs Turèl en dialecte de Ferrare) est une commune italienne de la province de Ferrare dans la région Émilie-Romagne en Italie.

## Géographie
Masi Torello est situé à une altitude moyenne de 3 mètres (mini:1 m et maxi:5 m), sur la route provinciale SP1 qui mène à Ferrare (15 km au nord-ouest).La SP37 relie, à 2 km, la commune à l’autoroute Ferrare-Porto Garibaldi et la côte Adriatique.
Distance de grandes villes:
- Bologne: 49 km
- Ferrare : 15 km
- Ravenne : 56 km
- Venise : 83 km
- Milan : 218 km

## Histoire
Masi Torello, précédemment hameau de la commune de Portomaggiore, est devenue une commune en 1959 et son histoire est étroitement liée à celle-ci.

## Économie
La commune profite de son voisinage d’avec Ferrare, son chef-lieu, pour développer quelques activités extra-agricoles : 36 activités industrielles, 118 activités de service et 13 activité administratives. De plus la commune est desservie par la ligne de chemin de fer Ferrare-Codigoro et les aéroports de Bologne, Ravenne et Padoue sont également un atout.

## Administration
| Période                                  | Période  | Identité                 | Étiquette     | Qualité |
| ---------------------------------------- | -------- | ------------------------ | ------------- | ------- |
| 07/06/2009                               | En cours | Manuela Cecilia Rescazzi | Liste civique |         |
| Les données manquantes sont à compléter. |          |                          |               |         |

### Hameaux
Masi San Giacomo

### Communes limitrophes
Ferrara di Monte Baldo, Ostellato, Portomaggiore, Voghiera

## Population

### Évolution de la population en janvier de chaque année
| 1861  | 1901  | 1921  | 1951  | 1961  | 1971  | 1981  | 1991  | 2001  |
| ----- | ----- | ----- | ----- | ----- | ----- | ----- | ----- | ----- |
| 1 800 | 2 413 | 2 715 | 3 197 | 2 857 | 2 550 | 2 451 | 2 430 | 2 334 |

| 2011  | - | - | - | - | - | - | - | - |
| ----- | - | - | - | - | - | - | - | - |
| 2 386 | - | - | - | - | - | - | - | - |

## Note
1. ↑  (it) Popolazione residente e bilancio demografico sur le site de l'ISTAT.